# Lehmpforte

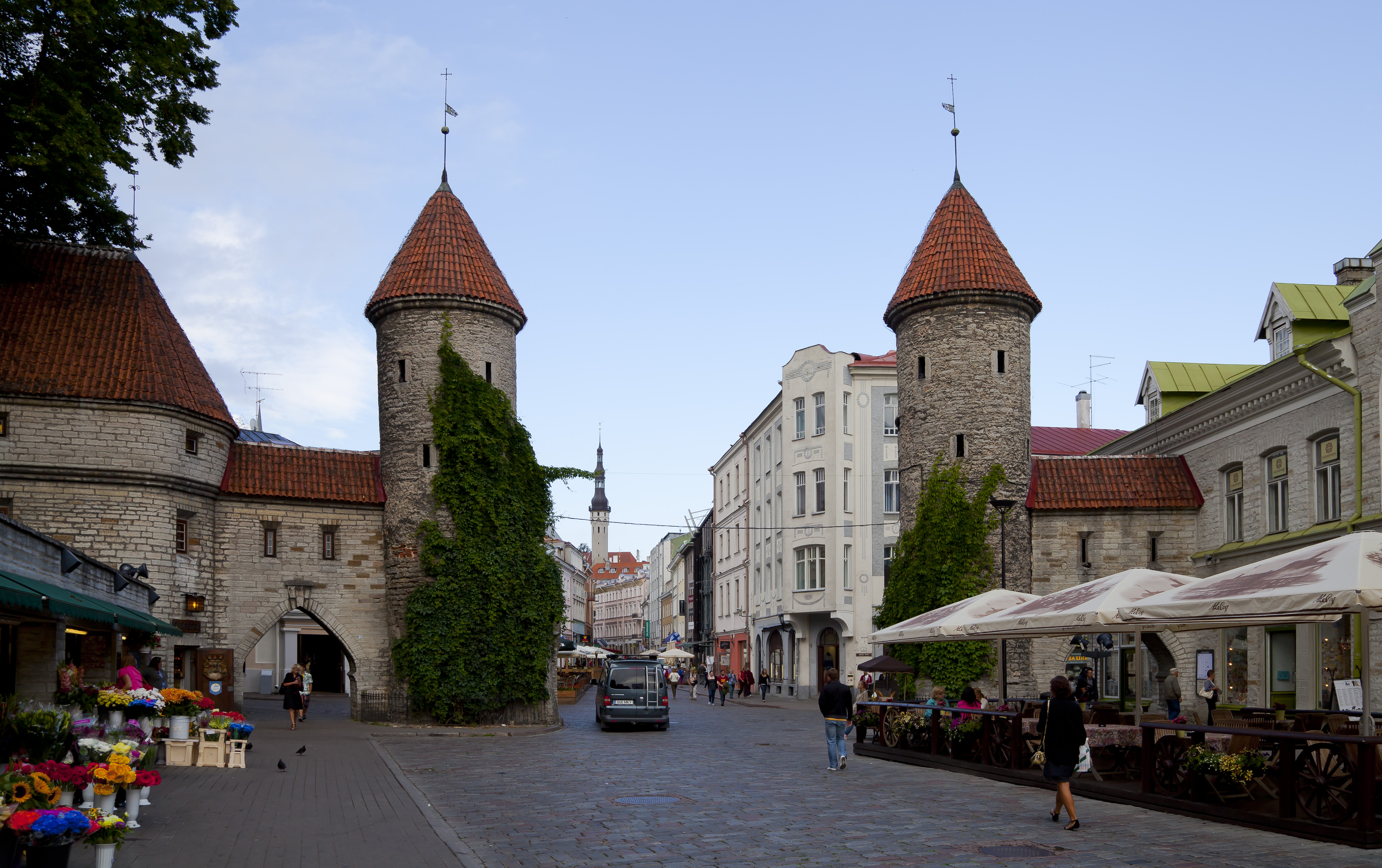
Lehmpforte, Blick von Osten, 2012

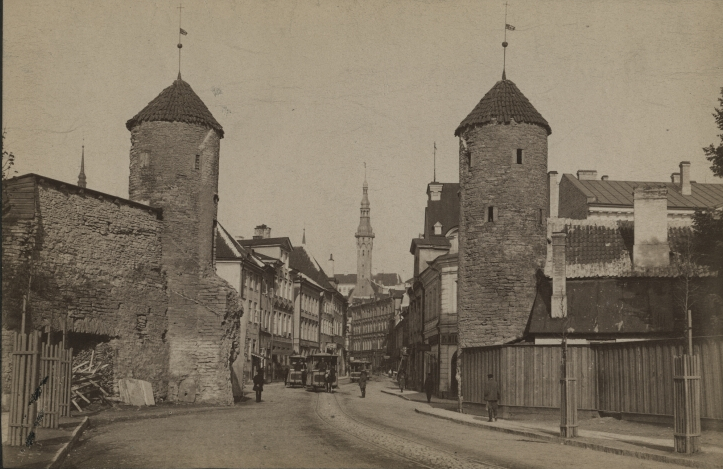
Lehmpforte, 1888

Die Lehmpforte (auch Viru-Tor, estnisch Viru värav) ist ein Stadttor der Revaler Stadtbefestigung in der estnischen Hauptstadt Tallinn (Reval).

## Lage
Sie befindet sich im östlichen Teil der Lehmstraße (estnisch Viru tänav) an der Ostseite der Revaler Altstadt. Unmittelbar westlich der Lehmpforte münden von Norden die Alte Lehmstraße (Vana-Viru tänav) und von Süden die Wallstraße (Valli tänav) auf die Lehmstraße.

## Architektur und Geschichte
Eine erste Erwähnung als Lehmpforte ist aus dem Jahr 1362 überliefert. Der Name geht dabei auf zu diesem Zeitpunkt in diesem Bereich vor der Stadtmauer befindliche Lehmkuhlen zurück. 1454 erhielt die Toranlage ein Vortor. Zwischen dem Haupt- und dem Vortor befand sich eine befestigte Wassermühle, die bis in das 19. Jahrhundert hinein genutzt wurde. Nachdem das Tor seine militärische Funktion verloren hatte, wurde im Jahr 1843 der fünfgeschossige Hauptturm abgerissen. 1888 erfolgte dann auch der Abriss des eigentlichen Tores. Erhalten blieben die als Rundtürme ausgeführten Nebentürme des Vortores.